# Massakern i Mahmudiyah

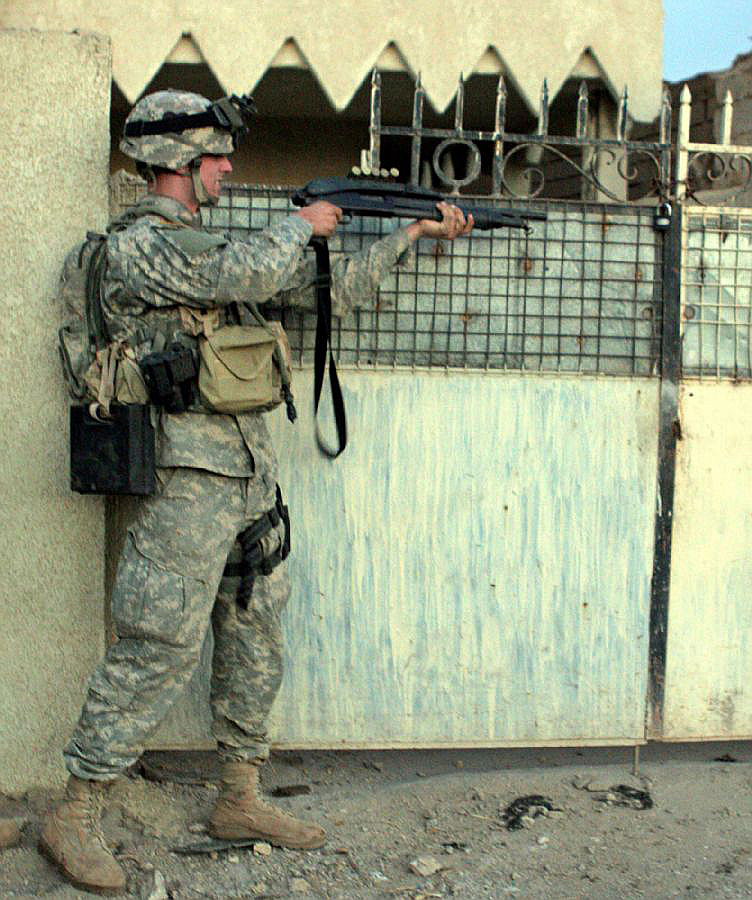
Krigsförbrytare och massmördare Steven Dale Green (USA:s armé) i en bild från december 2005. Green hängde sig själv i sin fängelsecell år 2014.

Massakern i Mahmudiyah inträffade den 12 mars 2006 när Abeer Qassim Hamza al-Janabi, en 14-årig irakisk flicka, våldtogs och mördades tillsammans med hela sin familj av amerikanska soldater under Irakkriget. Fallet väckte stor uppmärksamhet i internationell media och anses vara ett av de värsta krigsbrotten under USA:s krig mot terrorismen.
Den 12 mars 2006 gick fem soldater till flickans hem från den vägspärr de var ansvariga för cirka tvåhundra meter därifrån, med intentionen att våldta henne. Mitt under ljusa dagen gick fyra av dem in i huset och separerade flickan från sin familj till två olika rum. Steven Dale Green avrättade båda hennes föräldrar och hennes 6-åriga syster och deltog sedan i att våldta Abeer i det andra rummet, innan han sköt henne i huvudet också.
Soldaterna försökte dölja att ett brott begåtts genom att tända eld på byggnaden. Irakiska armén undersökte brottsplatsen och rapporterade incidenten till amerikanska myndigheter, men de skyldiga soldaterna hävdade att upprorsrörelser låg bakom det inträffade. Det var inte förrän den 22 juni 2006 som sanningen kom fram efter att Al-Qaida sex dagar tidigare hade attackerat en amerikansk vägspärr vilket de hävdade var en specifik hämndaktion för brottet mot Abeer och hennes familj.
Alla fem soldaterna arresterades och åtalades. Green undkom dödsstraff men dömdes till livstids fängelse utan möjlighet till villkorlig frigivning. James P. Barker, Paul E. Cortez och Jesse V. Spielman dömdes alla till mellan 90 och 110 år med möjlighet till villkorlig frigivning efter mellan 10 och 20 år. Bryan L. Howard som höll vakt utanför medan brotten begicks dömdes till 27 månader.